# Акжар (Урджарський район)
Акжа́р (каз. Ақжар) — село у складі Урджарського району Абайської області Казахстану. Адміністративний центр Акжарського сільського округу.
Населення — 1566 осіб (2021; 1370 у 2009, 1502 у 1999, 1341 у 1989).
Національний склад станом на 1989 рік:
- казахи — 69 %